# برنارد لافاييت
برنارد لافاييت (بالإنجليزية: Bernard Lafayette)‏ (أو لافاييت الابن) (ولد في 29 يوليو عام 1940). هو ناشط ومنظم في مجال الحقوق المدنية وكان قائدًا في حركة الحقوق المدنية. لعب دورًا قياديًا خلال التنظيم المبكر لحركة حقوق التصويت سيلما؛ إذ كان عضوًا في حركة ناشفيل الطلابية؛ كما عمل جنبًا إلى جنبٍ خلال حركات الستينيات مع مجموعاتٍ مثل لجنة التنسيق الطلابية اللاعنفية ومؤتمر القيادة المسيحية الجنوبية ولجنة أمريكا لخدمات الأصدقاء.

## النشأة
ولد لافاييت وترعرع في مدينة تامبا، فلوريدا. كان والداه هما برنارد لافاييت وفيرديل لافاييت. كان لافاييت الابن الأكبر بين ثمانية أبناء. إخوته هم: هارولد روزيليا وبريندا وجيري ومايكل وفكتوريا. قضى لافاييت معظم طفولته في تامبا. عاشت عائلته في جوّ ساده الفقر، لذا بدأ العمل في وظائف إضافية لكسب المزيد من الدخل في سن الحادية عشرة. اشتملت أعماله على أمانة الصندوق وتقطيع اللحوم وتوصيل المنتجات وجمع البقشيش في المقهى. لدى استحضاره طفولته، يقول برنارد «كان عليّ أن أكبر بسرعة. بعبارة ٍأُخرى، لم يكن لدي طفولة». على الرغم من كونه ذا بشرةٍ سوداء في الجنوب، قال برنارد أنه التحق بمدرسةٍ ابتدائيّةٍ مُدمجة، إلا أنه في نهاية المطاف بدأ الالتحاق بمدراسَ لا زالت منفصلة (خاصة بالسود فقط). يقول بأنه عندما كان في المدرسة المُدمجة «على الرغم بأنها لم تكن مدرسةً مُنفصلة، إلا أني كنتُ قادرًا على رؤية التُباين بين كلا العالمين». لدى برنارد ذكرياتٌ واضحة عن بعض المواقف العنصرية التي تعرض لها في سنٍّ مبكرة. عندما كان برنارد في السابعة من عمره، كان متوجهًا إلى وسط المدينة برفقة جدّته (ما فوستر) وأرادا ركوب التلفريك (سيارة كبل). كانت إحدى قوانين الفصل العنصري المتعلقة بالتلفريك أن يدفع السّود المال عند الباب الأمامي ومن ثم يدخلون عبر الباب الخلفي. وعندما دفعت جدته لسائق التلفريك، بدأ السائق في القيادة قبل أن يتمكن أي منهما من الصعود، سارقًا مالهما وتاركًا إياهما عالقين هناك. يقول لافاييت بأن تلك كانت إحدى الحالات الأولى التي أدرك فيها بأن عليه فعلَ شيءٍ بخصوص الطريقة التي يُعامل بها شعبه.

## مسيرته المهنية وبداية سنيّ رشده
تزوّج برنارد من كيت بولز لافاييت في عام 1969. أنجب الزوجان طفلين سويًّا هما برنارد لافاييت الثالث وجيمس لافاييت.
حسب أبنائه، كان برنارد أبًا عطوفًا، لم يصرخ قطّ أو رفع صوته أو حتى عبّر عن غضبه تجاه زوجته أو أطفاله. حظي أفراد العائلة بعلاقة وطيدةٍ مع بعضهم البعض، وقضوا كثيرًا من وقتهم سويًا. أصبح جيمس واعظًا كهنوتيًا (متأثّرًا بوالده الذي كان هو أيضًا رجل دين)، بينما التحق لافاييت الثالث بالكلية المعمدانية الأمريكية.
عندما كان شابًا في سن العشرين، انتقل لافاييت إلى مدينة ناشفيل، تينيسي، والتحق بالمدرسة المعمدانية الأمريكية. عندما كان طالبًا في سنته الأولى، تلقى دروسًا في اللاعنف ضمن مدرسة هايلاندر الشعبية التي أدارها مايلز هورتون، والتحق بعديدٍ من الاجتماعات المروّجة لثقافة اللاعنف. تعلّم المزيد حول فلسفة اللاعنف كما عاشها المهاتما غاندي، كما حضر ندواتٍ للناشط جيمس لاوسون، ممثل لاعُنفي معروف لجمعية المصالحة.
بدأ لافاييت استخدام أساليب اللاعنف عندما أصبح أكثر عرضة للتّحيّز العنصري الشديد في الجنوب. في عام 1959، قاد هو وأصدقاؤه ديان ناش وجيمس بيفل وجون لويس -جميعهم أعضاءٌ في كرة ناشفيل الطلابية- اعتصاماتٍ مثل «اعتصام منضدة الغداء عام 1960» في المطاعم والمتاجر التي مارست سياسة الفصل العنصري.
بوصفه مروّجًا للاعنف، ساعد لافاييت عام 1960 في تشكيل لجنة التنسيق الطالبية السلمية.